# Daze
Daze es un grupo musical danés de eurodance y bubblegum dance formado en 1997 en Copenhague. La banda está integrada por Lucas Sieber, Jesper Tønnov y Trine Bix. A menudo se les han comparado con Aqua.
Aquel mismo año debutan con Super Heroes, el cual supondría un éxito internacional con un disco de doble platino. Al principio fue publicado por Sony Music para Escandinavia donde vendió 31.000 copias. Posteriormente sería publicado en Estados Unidos por la discográfica Columbia Records y por Epic Records en el mercado internacional (a excepción de los estados nórdicos). Entre los sencillos incluidos destacan: Superhero, Tamagotchi y Toy Boy.
En febrero de 1998 fueron galardonados con un Grammy Danés (DMA) al Mejor Álbum.
En 2013 fueron candidatos para representar a Dinamarca en Eurovisión con el sencillo: We Own the Universe en la gala de preselección: Dansk Melodi Grand Prix.

## Discografía
- 1996 Sea Of Love
- 1997 Super Heroes
- 1999 They Came To Rule